# Kabinett Monis

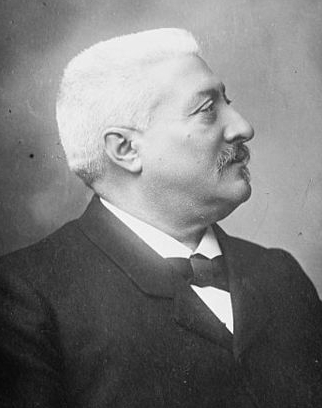
Ernest Monis

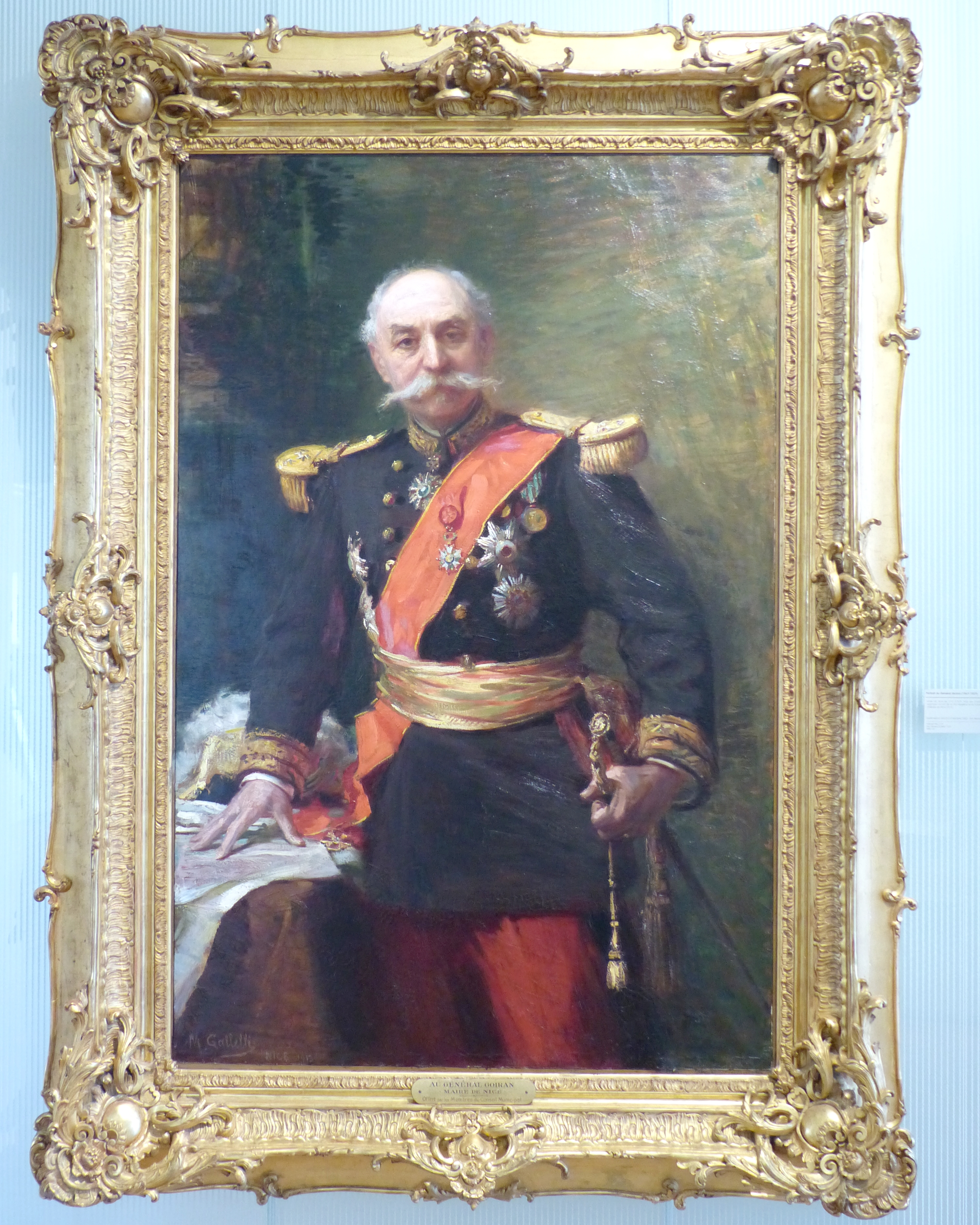
Kriegsminister François Goiran (Massimiliano Gallelli, Nizza, Musée Masséna)

Das Kabinett Monis war eine Regierung der Dritten Französischen Republik. Es wurde am 2. März 1911 von Premierminister (Président du Conseil) Ernest Monis gebildet und löste das Kabinett Briand II ab. Es blieb bis zum 23. Juni 1911 im Amt und wurde vom Kabinett Caillaux abgelöst.
Dem Kabinett gehörten Vertreter folgender Parteien an: Radicaux indépendants (RI), Parti républicain, radical et radical-socialiste (PRRRS), Socialistes indépendants (SI) und Alliance républicaine démocratique (ARD).

## Kabinett
Dem Kabinett gehörten folgende Minister an:
- Premierminister: Ernest Monis (PRRRS)
- Minister des Inneren und Religion: Ernest Monis
- Justizminister: Antoine Perrier[1] (ARD)
- Außenminister: Jean Cruppi (PRRRS)
- Finanzen: Joseph Caillaux  (PRRRS)
- Kriegsminister: Maurice Berteaux (PRRRS)
  - ab 27. Mai 1911: François Goiran[2]
- Minister für Marine: Théophile Delcassé (RI)
- Minister für öffentlichen Unterricht und Kunst: Théodore Steeg (PRRRS)
- Minister für öffentliche Arbeiten, Post und Telegraphie: Charles Dumont[3] (ARD)
- Minister für Handel und Industrie: Alfred Massé[4] (PRRRS)
- Landwirtschaftsminister: Jules Pams (PRRRS)
- Minister für die Kolonien: Adolphe Messimy (PRRRS)
- Minister für Arbeit und Sozialfürsorge: Joseph Paul-Boncour (SI)

### Unterstaatssekretäre
Dem Kabinett gehörten folgende Sous-secrétaires d’État an:
- Innenministerium: Émile Constant[5] (RI)
- Schöne Künste: Étienne Dujardin-Beaumetz (RI)
- Justizministerium: Louis Malvy (PRRRS)
- Post- und Telegraphie: Charles Chaumet (ARD)

## Historische Einordnung

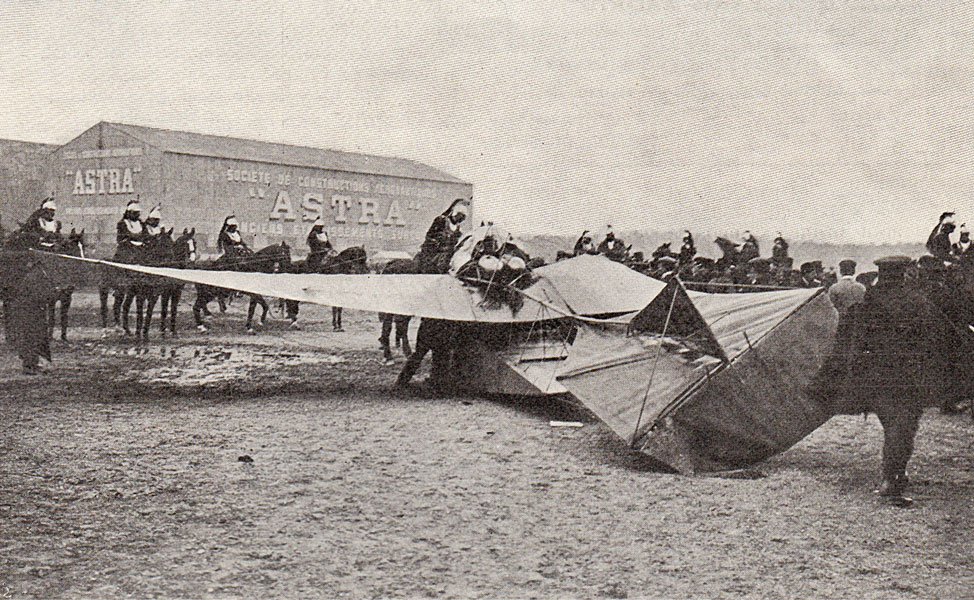
Unfallflugzeug Issy-les-Moulineaux 1911

Am 11. März übernahm Frankreich das internationale System und richtete sich nach dem Meridian von Greenwich aus (zuvor galt der Meridian von Paris). Von April bis Juni 1911 erzwangen die Winzer des Departements Aube durch einen Aufstand den Anschluss ihres Departements an die Weinregion Champagne.
Im Mai 1911 besetzten französische Truppen Fès und Rabat in Marokko. Dies führte zur Zweiten Marokkokrise, die allerdings erst nach dem Ende des Kabinetts Monis begann. Am 21. Mai 1911 wurde Kriegsminister Berteaux auf dem Flugfeld von Issy-les-Moulineaux bei einem Unfall getötet; Monis selbst wurde dabei verletzt.